# Plectrone borneensis
Plectrone borneensis är en skalbaggsart som beskrevs av Miksic 1973. Plectrone borneensis ingår i släktet Plectrone och familjen Cetoniidae. Utöver nominatformen finns också underarten P. b. malesiana.